# الإسلام في بلغاريا
الإسلام في بلغاريا هو دين أقلية وثاني أكبر ديانة في البلاد بعد المسيحية. بلغ إجمالي عدد المسلمين في بلغاريا 638,708 وفقًا لتعداد عام 2021 أي ما يعادل 10.8٪ من السكان، انخفاضًا من 15٪ في عام 2017. يعيش المسلمون بشكل رئيسي في أجزاء من شمال شرق بلغاريا (بشكل رئيسي في مقاطعات رازغراد وتارغوفيشته وشومن وسيليسترا) وفي جبال رودوب (بشكل رئيسي في مقاطعة كرجالي ومقاطعة سموليان).
صدر قانون تسجيل السكان في سنة 1960 ويتحتم على المسلمين أن يتخدوا أسماء بلغارية واحتجت على ذلك تركيا فمعظم المسلمين البلغار من أصول تركية، ثم تغير الوضع بعد سقوط النظام الشيوعي في شرقي أوروبا. معظم المسلمين البلغار قليلو التدين.

## وصول الإسلام إلى بلغاريا
تقدم الإسلام نحو شبه جزيرة البلقان في بداية النصف الثاني من القرن الثامن الهجري، وذلك مع توسعات العثمانيين للبلقان، فاستولى العثمانيون على مدينة بلوفديف في سنة (765هـ - 1363م) ثم استولوا على صوفيا في سنة (765هـ - 1385)، وتوالت توسعات الأتراك العثمانيين لبلغاريا، وتم الاستيلاء على جميع أراضيها في سنة (796هـ - 1393) وظل الأتراك يحكمونها أكثر من خمسة قرون، وفي نهاية القرن التاسع عشر الميلادي تدخلت روسيا ضد تركيا، ومنحت بعض المناطق حكماً ذاتياً، وتكونت إمارة بلغاريا عقب معاهدة برلين سنة 1878، وفي سنة (1362هـ - 1908 م) أعلن عن قيام مملكة بلغاريا، وعقدت معاهدة استانبول سنة 1909 م مع الحلفاء على أن تحترم حقوق الأتراك البلغار، وانحازت بلغاريا إلى جانب الألمان في الحرب العالمية الثانية، ثم تحولت إلى الشيوعية بعد أن غزاها الروس، وهاجر العديد من المسلمين من بلغاريا نتيجة إلى ظلم الاضطهاد، وحل محلهم العنصر البلغاري الذي استقدم من البلدان المحيطة بها، وقل عدد المسلمين في بلغاريا، ويوجد في بلغاريا حوالي مليون مسلم، يشكل المسلمين الأتراك 60%، ثم يليهم المسلمون البلغار 25%، ثم المسلمين الغجر 15%، ثم التتار الذين يشكلون حصة ضئيلة من المسلمين المقدونين، وينتشر المسلمين في المناطق القريبة من الحدود اليوغسلافية والحدود اليونانية، والحدود التركية ويتركزون في مناطق دورويس الشرقية، وكنرلوا، ولودوغوريا وسلانيك، وقد عانى المسلمون في الحقبة الشيوعية من الاضطهاد، شأنهم شأن الديانات الأخرى، فلم يكن لهم الحق في ممارسة شعائرهم الدينية، ومنعوا من إدخال المصاحف والكتب الدينية، وفي أخر الحقبة الشيوعية أجبروا على تغير أسمائهم الإسلامية [بحاجة لمصدر] وقد تحسنت أوضاع المسلمين بعد انهيار النظام الشيوعي وبالتالي يجب عدم الخلط ما بين الممارسات في الحقبة الشيوعية مع ما تلاها.

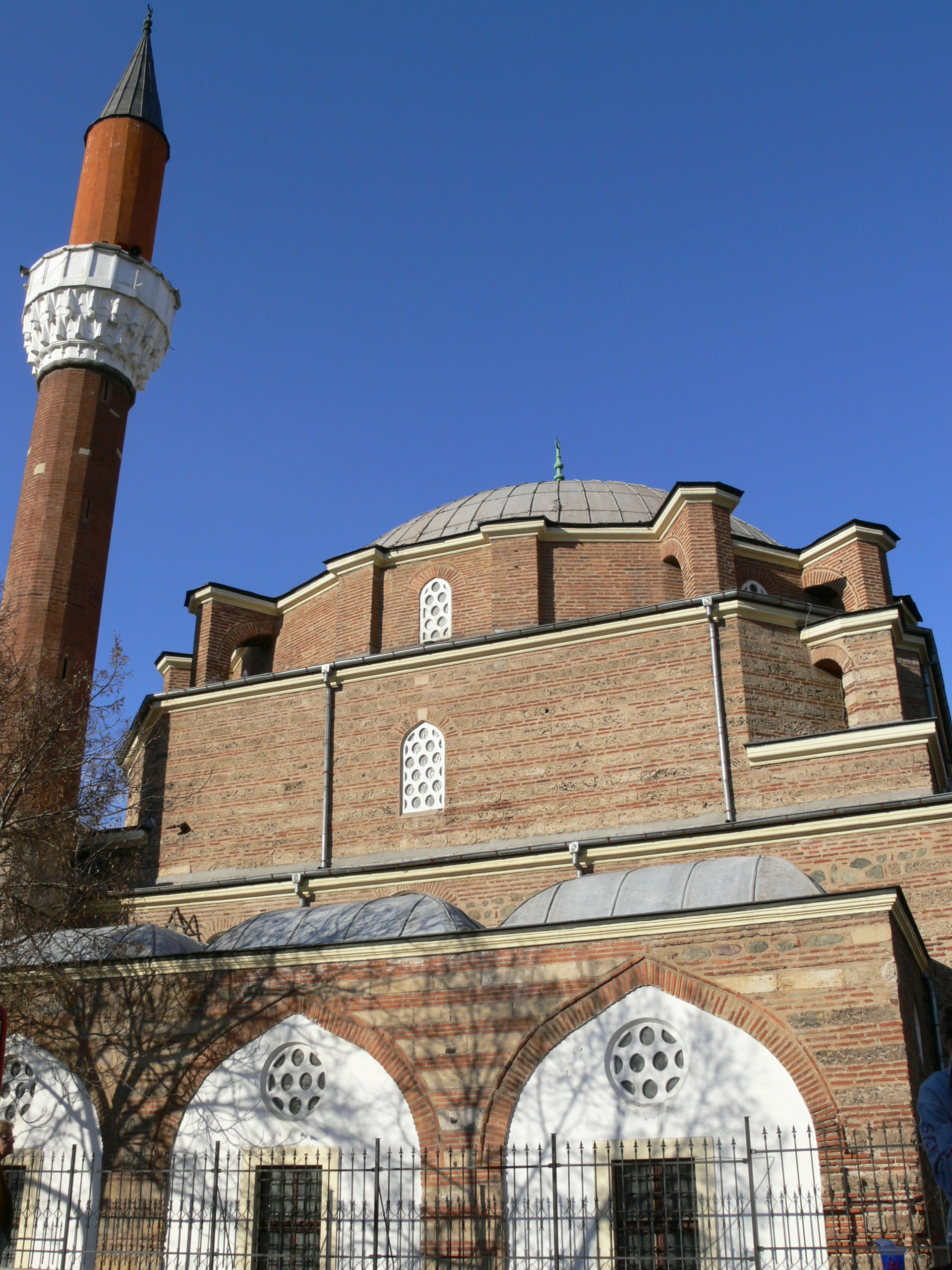
مسجد بنيا باشي، في صوفيا – بناه في العام 1576 المعماري العثماني «سنان» وهو المسجد الوحيد المتبقي في صوفيا شاهداً على سيطرة العثمانيين على العاصمة البلغارية لما يزيد عن 500 عام

## التعداد
وفقًا لتعداد عام 2011، كان هناك 577,139 مسلمًا في بلغاريا ويشكلون 7.8٪ من البلاد. وفقًا لتقديرات عام 2014 يعيش ما يقرب من مليون مسلم في بلغاريا، ويشكلون أكبر أقلية مسلمة في أي دولة من دول الاتحاد الأوروبي (بالنسبة المئوية، وليس بالأرقام). وفقًا لمسح أجراه مركز بيو للأبحاث عام 2017 فإن 15٪ من سكان بلغاريا مسلمون. جميع المسلمين في بلغاريا تقريبًا مواطنون بلغاريون.

### التوزيع الجغرافي
وفقًا لتعداد عام 2001 فإن 43 بلدية من أصل 262 بها أغلبية مسلمة.
| Chernoochene Municipality   | 9,607     | 8,110   | 84.4 |
| Venets Municipality         | 7,137     | 5,660   | 79.3 |
| Ardino Municipality         | 11,572    | 7,039   | 60.8 |
| Kaolinovo Municipality      | 12,093    | 9,824   | 81.2 |
| Dospat Municipality         | 9,116     | 4,226   | 46.4 |
| Ruen Municipality           | 29,101    | 19,211  | 66.0 |
| Satovcha Municipality       | 15,444    | 8,215   | 53.2 |
| Momchilgrad Municipality    | 16,263    | 10,953  | 67.4 |
| Borino Municipality         | 3,641     | 2,059   | 56.6 |
| Samuil Municipality         | 7,005     | 5,179   | 73.9 |
| Hitrino Municipality        | 6,223     | 4,651   | 74.7 |
| Rudozem Municipality        | 10,059    | 5,675   | 56.4 |
| Kirkovo Municipality        | 21,916    | 11,853  | 54.1 |
| Dzhebel Municipality        | 8,167     | 5,401   | 66.1 |
| Madan Municipality          | 12,276    | 6,055   | 49.3 |
| Krumovgrad Municipality     | 17,823    | 10,408  | 58.4 |
| Yakoruda Municipality       | 10,731    | 6,608   | 61.6 |
| Dulovo Municipality         | 28,282    | 17,909  | 63.3 |
| Omurtag Municipality        | 21,853    | 10,798  | 49.4 |
| Belitsa Municipality        | 9,927     | 5,199   | 52.3 |
| Varbitsa Municipality       | 10,391    | 7,001   | 67.4 |
| Garmen Municipality         | 14,981    | 7,541   | 50.3 |
| Loznitsa Municipality       | 9,265     | 5,143   | 55.5 |
| Opaka Municipality          | 6,664     | 3,250   | 48.8 |
| Stambolovo Municipality     | 5,934     | 3,663   | 61.7 |
| Glavinitsa Municipality     | 10,930    | 5,936   | 54.3 |
| Zavet Municipality          | 10,586    | 5,466   | 51.6 |
| Kaynardzha Municipality     | 5,070     | 3,188   | 62.9 |
| Nikola Kozlevo Municipality | 6,100     | 3,715   | 60.9 |
| Isperih Municipality        | 22,692    | 12,232  | 53.9 |
| Tsar Kaloyan Municipality   | 6,192     | 3,508   | 56.6 |
| Vetovo Municipality         | 12,450    | 6,136   | 49.3 |
| Antonovo Municipality       | 6,262     | 3,014   | 48.1 |
| Kubrat Municipality         | 18,355    | 8,651   | 47.1 |
| Kardzhali Municipality      | 67,460    | 28,463  | 42.2 |
| Tervel Municipality         | 16,178    | 6,013   | 37.2 |
| Mineralni Bani Municipality | 5,899     | 2,737   | 46.4 |
| Dalgopol Municipality       | 14,389    | 5,094   | 35.4 |
| Sitovo Municipality         | 5,396     | 2,126   | 39.4 |
| Slivo Pole Municipality     | 10,855    | 4,716   | 43.4 |
| Velingrad Municipality      | 40,707    | 13,050  | 32.1 |
| Batak Municipality          | 6,144     | 2,356   | 38.3 |
| Banite Municipality         | 4,923     | 1,074   | 21.8 |
| Aytos Municipality          | 28,687    | 7,961   | 27.8 |
| Madzharovo Municipality     | 1,665     | 496     | 29.8 |
| Krushari Municipality       | 4,547     | 917     | 20.2 |
| Hadzhidimovo Municipality   | 10,091    | 2,767   | 27.4 |
| بافل بانيا                  | 14,186    | 3,986   | 28.1 |
| Devin Municipality          | 13,013    | 2,339   | 18.0 |
| Gotse Delchev Municipality  | 31,236    | 8,258   | 26.4 |
| Novi Pazar Municipality     | 16,879    | 4,075   | 24.1 |
| Targovishte Municipality    | 57,264    | 13,974  | 24.4 |
| Sungurlare Municipality     | 12,559    | 2,539   | 20.2 |
| دوبريتش                     | 22,081    | 4,941   | 22.4 |
| Borovo Municipality         | 6,101     | 1,543   | 25.3 |
| كوتل ‏                       | 19,391    | 4,361   | 22.5 |
| Veliki Preslav Municipality | 13,382    | 2,973   | 22.2 |
| Razgrad Municipality        | 51,095    | 12,527  | 24.5 |
| Valchi Dol Municipality     | 10,052    | 1,885   | 18.8 |
| Zlatograd Municipality      | 12,321    | 1,241   | 10.1 |
| Smyadovo Municipality       | 6,698     | 1,201   | 17.9 |
| Tutrakan Municipality       | 15,374    | 3,094   | 20.1 |
| Nedelino Municipality       | 7,221     | 631     | 8.7  |
| Kuklen Municipality         | 6,431     | 1,176   | 18.3 |
| أسينوفغراد                  | 64,034    | 11,197  | 17.5 |
| Dve Mogili Municipality     | 9,442     | 1,382   | 14.6 |
| Alfatar Municipality        | 3,036     | 533     | 17.6 |
| Balchik Municipality        | 20,317    | 3,297   | 16.2 |
| بلغاريا                     | 7,364,579 | 577,139 | 7.8  |

### الفئة العمرية
| المجموعة العرقية          | المجموع   | 0–9     | 10–19   | 20–29   | 30–39   | 40–49   | 50–59   | 60–69   | 70–79   | 80+     |
| جميع السكان               | 5,758,301 | 411,866 | 504,233 | 745,756 | 847,944 | 811,658 | 841,576 | 794,105 | 546,980 | 254,183 |
| المسلمون منهم             | 577,139   | 47,605  | 66,881  | 87,592  | 88,066  | 86,266  | 82,477  | 65,432  | 39,403  | 13,417  |
| النسبة من جميع السكان (٪) | 10.0      | 11.6    | 13.3    | 11.7    | 10.4    | 10.6    | 9.8     | 8.2     | 7.2     | 5.3     |

### العرق

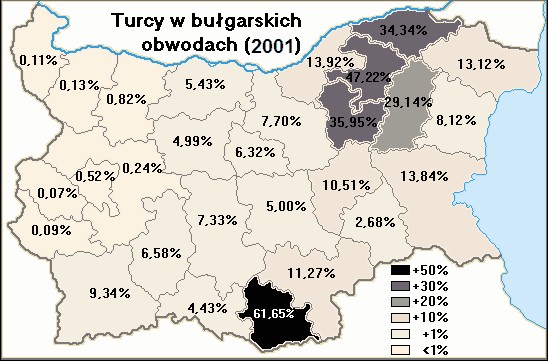
السكان الأتراك في بلغاريا

وفقًا لتعداد عام 2011 فإن أكبر مجموعة عرقية من المسلمين في بلغاريا هم الأتراك (444,434 شخصًا)، يليهم البلغار (67،350)، ثم الغجر (42،201). يعيش المسلمون التتار في شمال شرق بلغاريا ويتمركز الشتات العربي الصغير بشكل أساسي في العاصمة صوفيا.
وفقًا لمسح أجرته الجامعة البلغارية الجديدة في ديسمبر 2011 للمسلمين في بلغاريا فإن 64٪ من المسلمين أتراك و10.1٪ تم تحديدهم على أنهم البوماك و7.0٪ غجر.

### الوضع الديني
معظم المسلمين البلغار يصفون أنفسهم كلادينيين، وقد وجدت دراسة أجريت سنة 2011 شملت 1.850 مسلمًا في بلغاريا أن 48.6% من المسلمين البلغار متدينين مقابل 41% لا يذهب للمسجد، و59.6% لا يصلي في منزله. وجدت الدراسة أن أكثر من نصف البلغار المسلمين يتقبلون (الزنا) المعاشرة الجنسية خارج إطار الزواج وأنّ 39.8% يأكلون لحم الخنزير وأنّ 43.3% يشربون الخمر. على الرغم من انتشار المظاهر العلمانية بين مسلمين بلغاريا إلا أن نسب عالية منهم ما تزال تمارس التقاليد الإسلامية إذ أن 88% منهم يختنون أطفالهم الذكور و96% يدفنون على الشعائر الإسلامية..

## المؤسسات الإسلامية في بلغاريا
يوجد في بلغاريا عدد من المؤسسات الإسلامية :
- دار الإفتاء
- المجلس الإسلامي الأعلى
- المؤسسة الخيرية لتطوير الثقافة
- مدارس تحفيظ للقرآن ملحقة بالمساجد

يشرف المجلس الإسلامي الأعلى على شؤون التعليم الإسلامي كما تتولى دار الإفتاء تثقيف المسلمين بأحكام واللهم والدين وتدريب الأئمة على أعمال الخطابة.
من الجدير ذكره أن معهد تدريب أئمة المساجد التابع للأزهر قام يتدريب عدد من الأئمة البلغار

## الأحزاب الإسلامية في بلغاريا
مع الانفتاح الديمقراطي شكل المسلمون في بلغاريا حركة الحقوق والحريات   (Движението за права и свободи - ДПС) (Movement for Rights and Freedoms - MRF) وهي حركة ليبرالية وسطية أسست في بلغاريا منذ العهد الشيوعي لحماية حقوق الأقليات في بلغاريا ومناطق أوروبية أخرى.
حركة الحقوق والحريات البلغارية هي عضو في الليبرالية الدولية (Liberal International Party) والديمقراطية الليبرالية الإصلاحية الأوروبية (European Liberal,Democrat and Reformist Party).
تأسست حركة الحقوق والحريات في العام 1990 لتمثل مصالح الأقلية الإثنية التركية ومن بعد ذلك وسعت من أهدافها لتشمل الدفاع عن كل ما يتعلق بالحقوق المدنية في بلغاريا. تهدف حركة الحقوق والحريات للمساهمة في تعزيز وحدة الشعب البلغاري على قاعدة تساوي الحقوق والواجبات لجميع المواطنين من كافة الخلفيات الدينية والثقافية كما تعمل الحركة على تطوير وتعزيز الإجراءات اللازمة لمعالجة المشاكل الاقتصادية التي تواجه الأقليات في بلغاريا.
حركة الحقوق والحريات الآن، هي حزب يمثل كل البلغار وتعارض بشدة كافة مظاهر الشوفينية القومية، الانتقام، التعصب والتطرف الديني.
حزب حركة الحقوق والحريات الآن هو ثالث أكبر حزب بلغاري متمثل في البرلمان ومشارك أساسي في السلطة الحاكمة.

## المساجد
كان في بلغاريا 1200 مسجد والآن في صوفيا ثلاثة مساجد أحدها تحول إلى كنيسة، والثاني تحول إلى متحف، والثالث مغلق، وتمول المساجد بالجهود الذاتية، ويغلق المسجد الذي يتوفى أمامه، ولاتبنى مساجد جديدة، وفي محاولة لبلغرة التعليم الإسلامي أغلقت السلطات 1500 مدرسة إسلامية، كذلك ثم إغلاق 1300 من دور التربية الإسلامية[بحاجة لمصدر].

## الهيئات الإسلامية
يرعي شؤون المسلمين مفت أكبر، ولاتوجد في بلغاريا مدارس إسلامية نظامية، والمنظمات الإسلامية أو الجمعيات ممنوعه[بحاجة لمصدر]، وهناك جهود مبذوله لدى الحكومة البلغارية لتحسين وضع المسلمين، وإلغاء قوانين التميز ضد المسلمين، وفتح مدارس إسلامية، وبناء المساجد التي تهدمت، واستعادة المساجد المسلوبة، والسماح بدخول الكتب الإسلامية، وإرسال بعثات من أبناء المسلمين إلى الدول الإسلامية، وهناك مشروع إنشاء جامعة إسلامية في محافظة ازجراد في شمال شرق بلغاريا، وتقف وراء هذا المشروع الجمعية الخيرية العالمية لنشر الثقافة الإسلامية التي تأسست في صوفيا العاصمة البلغارية.وبعد سقوط النظام الشيوعي، بدأ المسلمين يمارسون شعائر دينهم بحرية، وتم بناء 4 مدارس ثانوية إسلامية، وكلية شريعة والدراسات الإسلامية في العاصمة البلغارية، وأصدرت مجلة تهتم بأحوال المسلمين، وبدأ المسلمين الذين هجرتهم السلطات الشيوعية بالعودة، فلقد عاد 150 ألف مسلم إلى بلغاريا.